# Ostamerikanische Wassermolche
Die Ostamerikanischen Wassermolche (Notophthalmus) sind eine artenarme Gattung der Schwanzlurche in Nordamerika (Südost-Kanada, östliche USA, Nordost-Mexiko). Die recht kleinen Tiere (Länge maximal 11 Zentimeter) leben überwiegend aquatil, vor allem in der Jugendzeit aber auch terrestrisch.

## Merkmale
Die Arten der Ostamerikanischen Wassermolche ähneln in ihrer Gestalt den europäischen Wassermolchen (vgl. Triturus). Als deutliches eigenes Merkmal besitzen beide Geschlechter drei bis vier große Poren, die in einer Reihe hintereinander an der Schläfe liegen. Die Haut ist in der Wasserform glatt und weich und der Schwanz ist stark seitlich abgeflacht. Die Rückenleiste ist dagegen nur schmal ausgeprägt. Vor allem während der Paarungszeit zeigt sich ein deutlicher Geschlechtsdimorphismus: Die Männchen haben sehr kräftige, aus 10 bis 12 Hornplättchen bestehende Brunftschwielen an der Innenseite der Hinterbeine, einen stark verdickten Schwanz sowie hornige Zehenspitzen und eine kugelförmig gewölbte Kloake. Letztere ist bei den Weibchen stumpf kegelförmig.

## Arten
Die Gattung der Ostamerikanischen Wassermolche besteht aus drei anerkannten Arten:
- Schwarzgefleckter Wassermolch (Notophthalmus meridionalis Cope, 1880)
- Gestreifter Wassermolch (Notophthalmus perstriatus Bishop, 1941)
- Grünlicher Wassermolch (Notophthalmus viridescens Rafinesque, 1820)